# Taylor (rivière de Nouvelle-Zélande)
Pour les articles homonymes, voir Taylor.
La rivière Taylor  (en anglais : Taylor River) est une des deux rivières qui coulent à travers la plaine de Wairau et la ville de Blenheim, où elle rejoint le fleuve Opawa, dans l'île du Sud de la Nouvelle-Zélande.

## Géographie
Elle prend naissance près du col Taylor au sud des « Wither Hills » et coule vers le nord-est puis le nord. La rivière et le col furent dénommés en l'honneur de Joseph Taylor, membre de la New Zealand Company, expert géomètre qui travailla dans cette région en 1842.
À l'époque de la fondation de Blenheim et dans les années qui suivirent, les inondations fréquentes en hiver au confluent des deux rivières donnèrent lieu au surnom de  « Beavertown » (la ville des castors) pour  Blenheim du fait de la ressemblance des immeubles de la ville avec les maisons des castors, quand ils étaient entourés de l’eau étale lors des inondations. La mascotte de la ville est d’ailleurs le castor, bien que jamais quiconque n’en ait jamais vu en Nouvelle-Zélande où c’est un animal prohibé.